# Черёмин, Виктор Александрович
Ви́ктор Алекса́ндрович Черёмин (31 января 1923 — 30 декабря 1997) — советский архитектор, проектировщик и строитель наземных и подземных объектов Московского и Нижегородского метрополитенов. Главный архитектор Московского метрополитена в начале 1990-х годов.

## Биография
Родился 31 января 1923 года в деревне Давыдиха Кинешемского района Ивановской области. Участник Великой Отечественной войны, служил в 1209 стрелковом полку. Демобилизован в звании старшего лейтенанта.
В 1952 году окончил Московский архитектурный институт. В 1961 году вступил в Союз архитекторов СССР. Работал главным архитектором проектов в институте «Метрогипротранс».

В 1983 году ему была присуждена премия Совета Министров СССР в области строительства транспортных объектов за проектирование станции «Горьковская».
В системе метрополитена была тогда должность главного архитектора. Её занимал бывший сотрудник института «Метрогипротранс», автор проектов двадцати метровокзалов В. А. Черёмин. За каждую станцию, куда приходили строители и отделочники, он переживал, как за собственную. Ему ли было не знать, как мучительно рождается каждый проект, как трудно воплощается в жизнь и как легко испортить созданный художником образ. Виктор Александрович, лично знавший многих архитекторов, всегда добивался безукоризненного следования авторской идее, авторским задумкам и не подписывал проект реставрации до тех пор, пока все до мельчайших деталей не было согласовано.
.
Помимо станций метро занимался разработкой индивидуальных проектов жилых домов, гражданским и общественным строительством
Скончался 30 декабря 1997 года. Похоронен на Химкинском кладбище.

## Основные произведения

### Станции Московского метрополитена
| Название станции  | Линия | Год запуска | Соавторы                                         |
| ----------------- | ----- | ----------- | ------------------------------------------------ |
| Багратионовская   | @4    | 1961        | Р. И. Погребной                                  |
| Пионерская        | @4    | 1961        | Р. И. Погребной                                  |
| Филёвский парк    | @4    | 1961        | Р. И. Погребной                                  |
| Выхино            | @7    | 1966        | А. Ф. Стрелков                                   |
| Коломенская       | @2    | 1969        | Л. А. Шагурина                                   |
| Беговая           | @7    | 1972        |                                                  |
| Тверская          | @2    | 1979        | Р. И. Семерджиев, Б. И. Тхор, соавтор П. Кирюшин |
| Шоссе Энтузиастов | @8    | 1979        | Ю. В. Вдовин                                     |
| Южная             | @9    | 1983        |                                                  |
| Царицыно          | @2    | 1984        | А. Л. Вигдоров                                   |
| Пражская          | @9    | 1985        | Е. Кыллар, З. Холупа, Е. Бржускова               |
| Чеховская         | @9    | 1987        | А. Л. Вигдоров                                   |
| Черкизовская      | @1    | 1990        | А. Л. Вигдоров при участии Л. Л. Борзенкова      |
| Тимирязевская     | @9    | 1991        | А. Л. Вигдоров, Л. Л. Борзенков                  |
| Бибирево          | @9    | 1992        | А. Л. Вигдоров                                   |

### Нижегородский метрополитен
«Московская» — совмещённая пересадочная станция Автозаводской и Сормовско-Мещерской линий. 
— Он вникал во всё, что касается станции, вплоть до снабжения, — вспоминал руководитель дирекции Владимир Николаевич Лапаев. — Никто никогда не слышал от него расхожей фразы: «Это не мой вопрос!» Беспокоился, есть ли гайки и крепления для бра, поступила ли на стройку очередная партия мрамора, как хранятся изделия на площадке. Мы знали, если звонит Черёмин, значит, какую-то проблему действительно нельзя решить на месте, надо вмешиваться. Или вот хотя бы такая деталь — в последний месяц на «Московской» работало несколько сотен рабочих, большинство из которых — командированные. А спросишь любого: «Черёмина не видели?» — «Видели, — отвечают, — только что прошёл в первый вестибюль». Правда, гоняться за ним по следам всё равно бесполезно, легче стать на месте — откуда-нибудь сам набежит…

## Награды
- Премия Совета Министров СССР (1983)[3]
- Орден Отечественной войны II степени (1985)[1]
- Медаль «За победу над Германией в Великой Отечественной войне 1941—1945 гг.» (1945)[1]

## Галерея

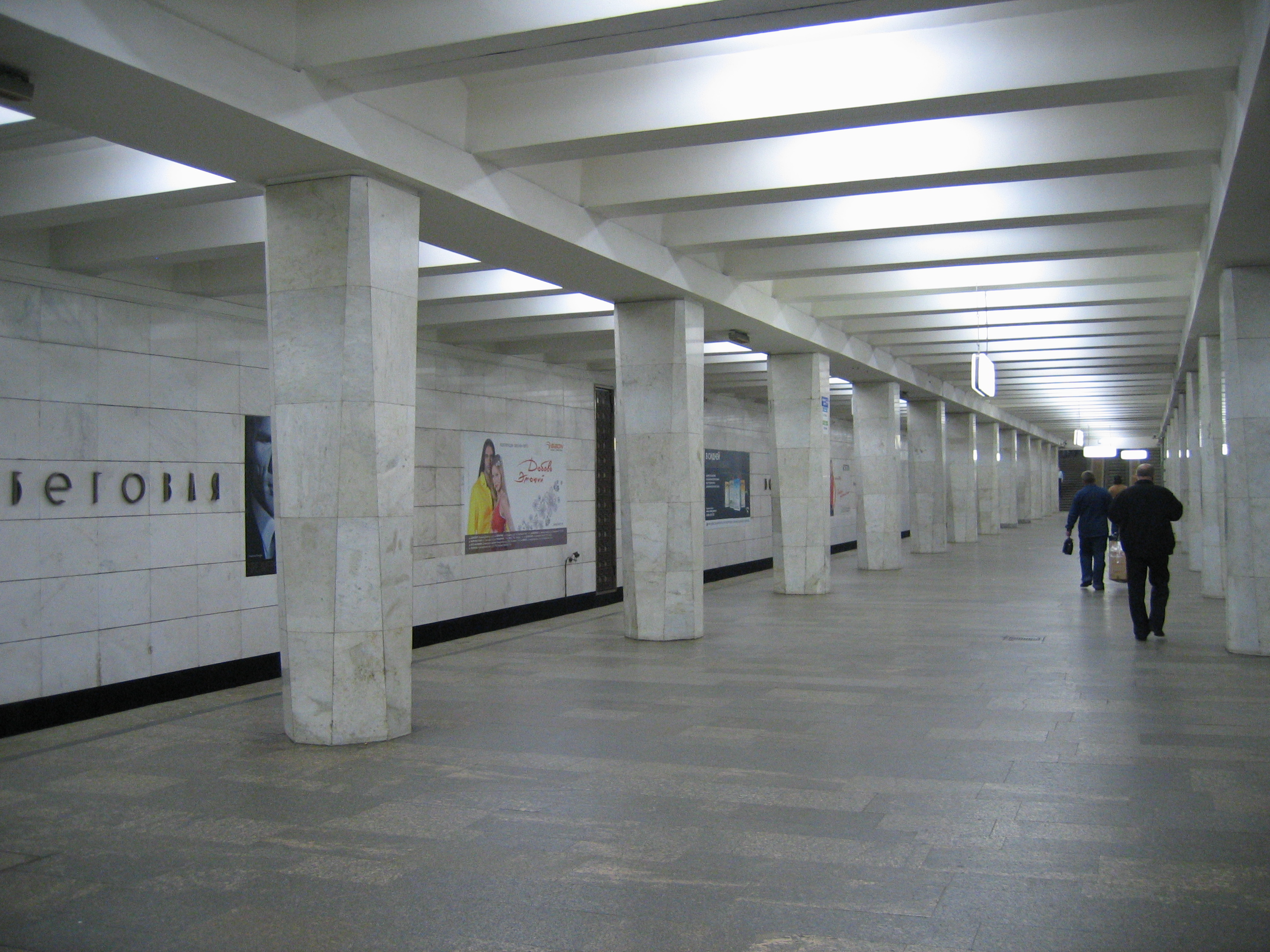
«Беговая»
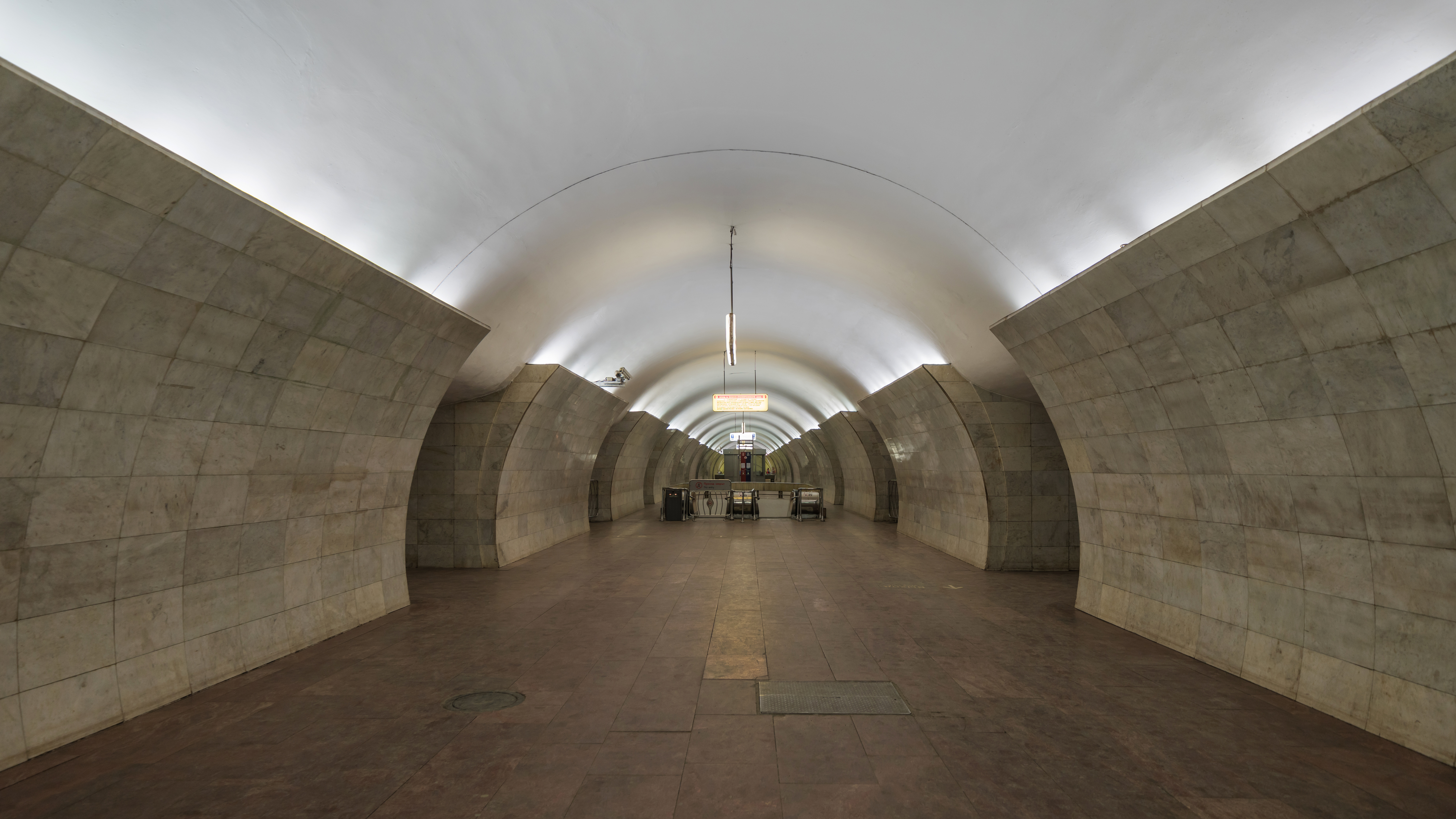
«Тверская»
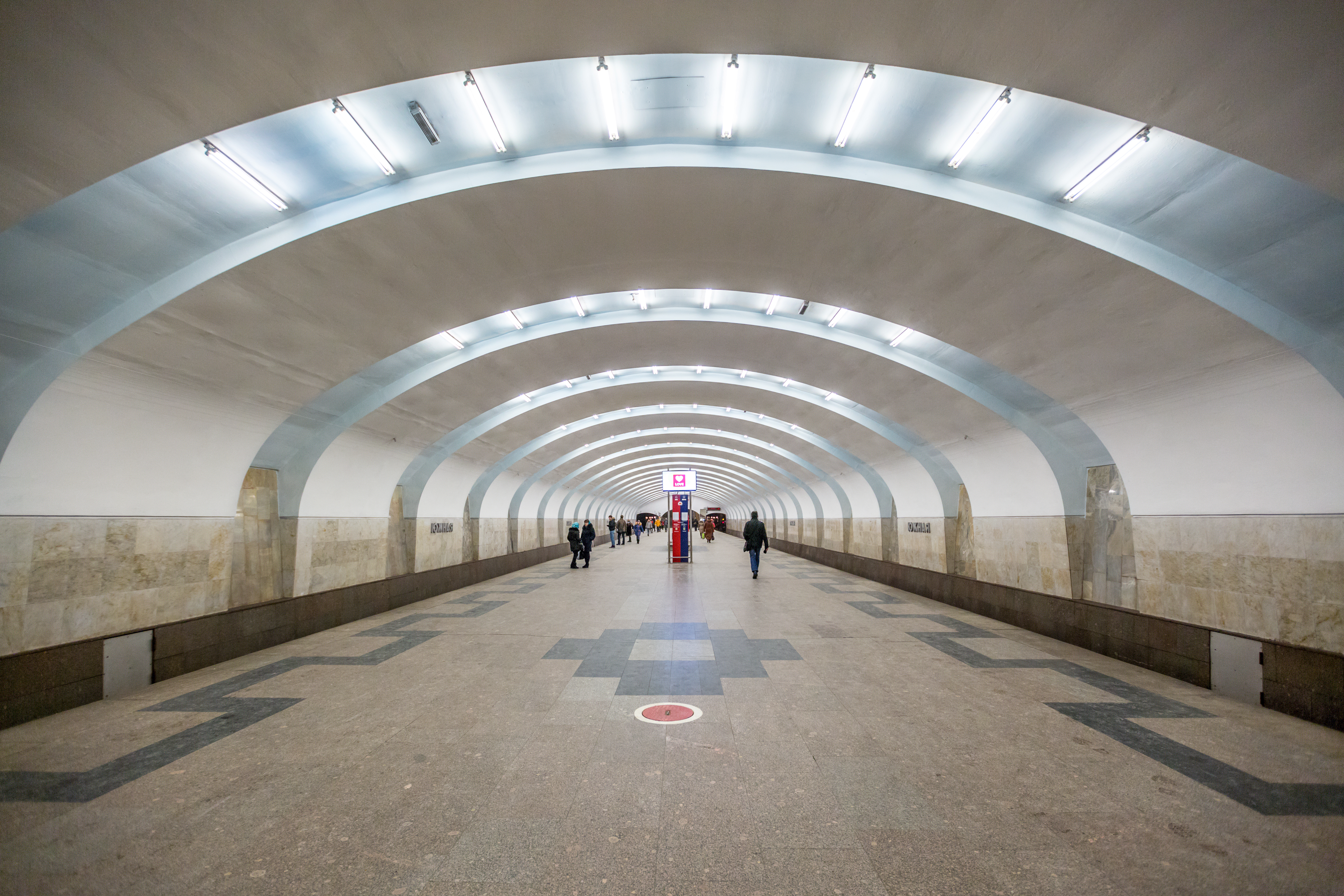
«Южная»
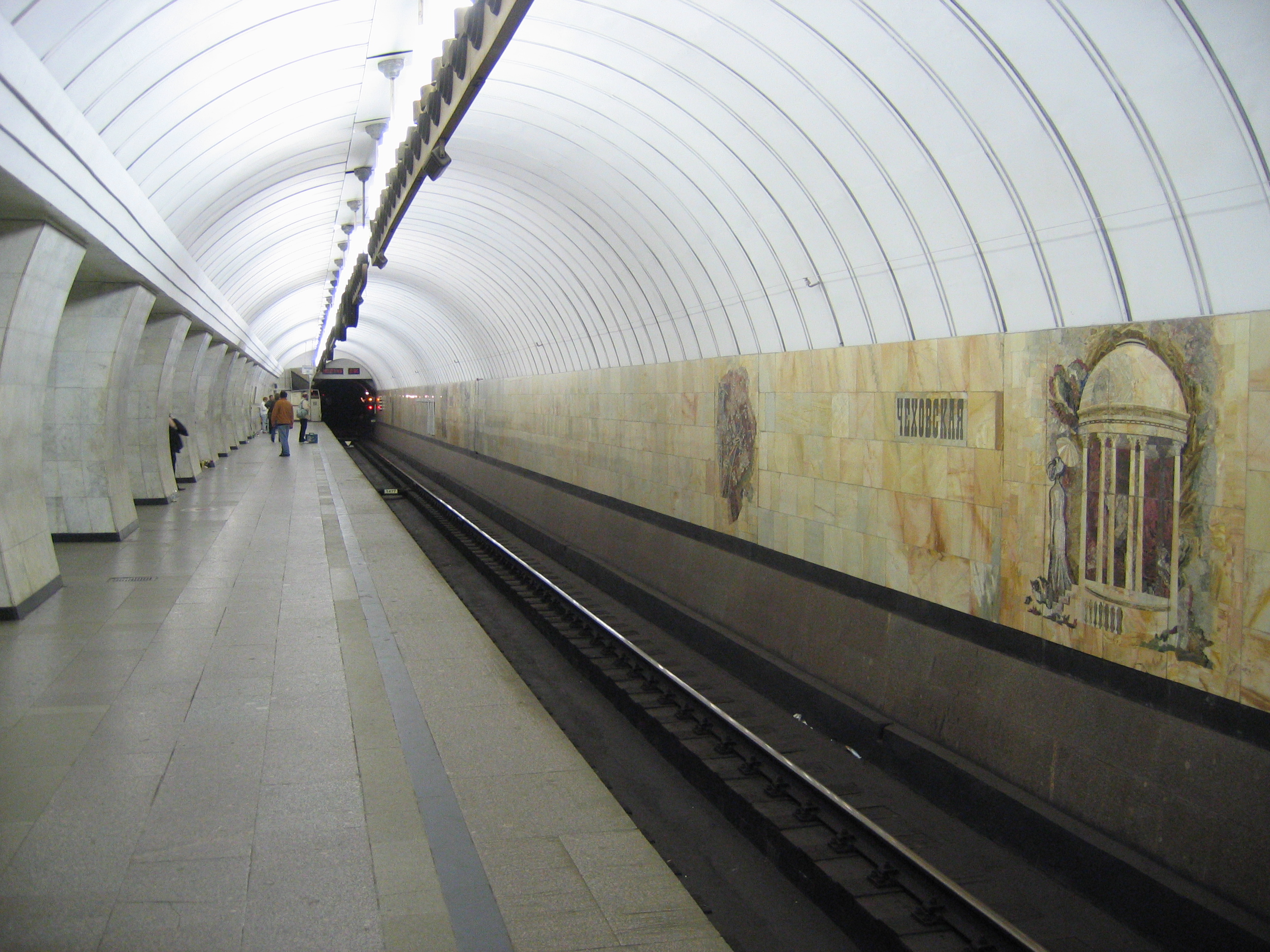
«Чеховская»
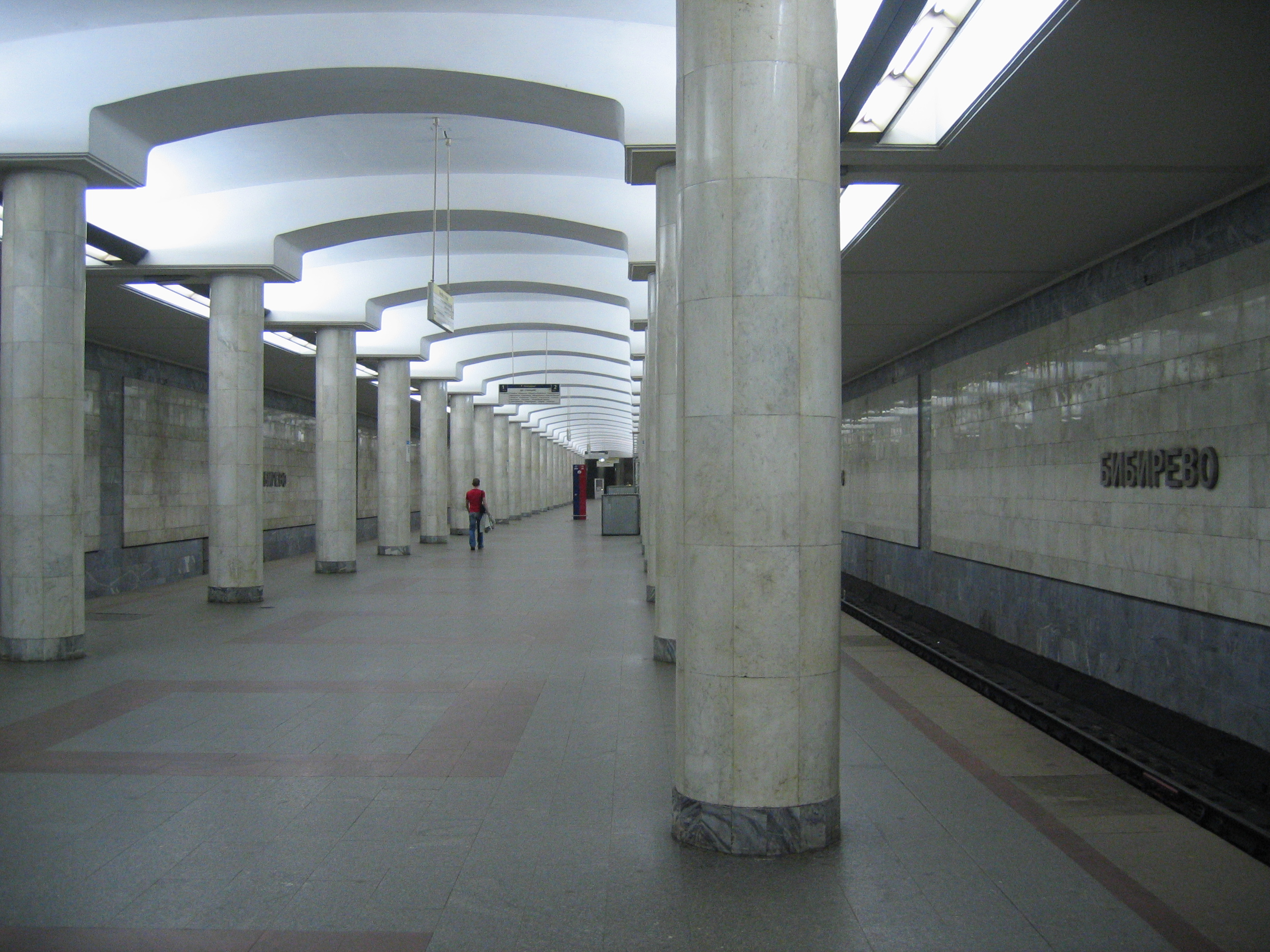
«Бибирево»